# SF 1650
Der Typ SF 1650 ist ein für die schwedische Reederei Destination Gotland gebauter Fährschiffstyp, von dem zwei Einheiten gebaut wurden. Die mit Flüssigerdgas angetriebenen Fähren verkehren zwischen Oskarshamn bzw. Nynäshamn auf dem schwedischen Festland und Visby auf Gotland.

## Geschichte
Der Schiffstyp wurde von dem dänischen Schiffsarchitekturbüro OSK-ShipTec entworfen. Er basiert auf dem Typ SF 1500, von dem auch zwei Einheiten für die Reederei Destination Gotland gebaut wurden. Die erste Einheit wurde am 23. Juni 2014, die zweite Einheit am 16. Juni 2015 bestellt. Gebaut wurden die Schiffe auf der Werft Guangzhou Shipyard International Co. in Guangzhou, China, die gleiche Werft, die im Jahr 2003 auch schon die beiden Fähren des Typs SF 1500 gebaut hatte. Die Kiellegung beider Schiffe erfolgte am 10. Dezember 2015. Die Ablieferung der Schiffe war für 2017 und 2018 vorgesehen. Die Fertigstellung verzögerte sich jedoch, so dass sie erst im Dezember 2018 bzw. im Dezember 2019 abgeliefert wurden. Das Typschiff wurde im März 2019 in Dienst gestellt. Die Baukosten der beiden Schiffe beliefen sich auf rund 242 Mio. US-Dollar.
Die Visborg wurde auf der Shippax Ferry Conference 2019 mit dem „Shippax Award 2019“ in der Rubrik „Technology and Design“ ausgezeichnet.

## Beschreibung
Die Schiffe werden von vier Zwölfzylinder-Dual-Fuel-Dieselmotoren des Motorenherstellers Wärtsilä (Typ: W12V50DF) mit zusammen 46.800 kW Leistung angetrieben. Die Motoren, die mit Dieselkraftstoff oder Flüssigerdgas betrieben werden können, wirken über Untersetzungsgetriebe auf zwei Verstellpropeller. Die Schiffe sind mit Tanks für 570 m³ Flüssiggas und 400 m³ Dieselkraftstoff ausgerüstet. Der Schiffsbetrieb erfolgt mit Flüssigerdgas. Der Dieseltreibstoff wird im Normalbetrieb nur für das Starten der Motoren benötigt. Durch den Betrieb mit Flüssigerdgas sinken die CO2-Emissionen um rund 20 Prozent im Vergleich zum Betrieb mit Dieselkraftstoff, der Ausstoß von Schwefeldioxid wird um rund 99 Prozent reduziert. Durch die Verwendung von verflüssigtem Biogas wird der Ausstoß von CO2 weiter vermindert. Seit Mai 2020 wird dem Flüssigerdgas zum Betrieb der Visborg testweise Biogas beigemischt. Grundsätzlich ist der Betrieb mit 100 Prozent Biogas möglich.
Für die Stromerzeugung stehen zwei von den Hauptmotoren angetriebene Wellengeneratoren sowie vier von Wärtsilä-Dual-Fuel-Motoren (Typ: 9L20DF) angetriebene Generatoren zur Verfügung. Weiterhin wurde ein von einem Cummins-Motor (Typ: KTA50-D(M)) angetriebener Notgenerator verbaut. Die Schiffe sind mit zwei elektrisch angetriebenen Bugstrahlrudern ausgestattet.
Die Schiffe verfügen über elf Decks. Auf Deck 3 und Deck 5 befinden sich die beiden Fahrzeugdecks mit zusammen 1745 Spurmetern. Auf dem Hauptdeck (Deck 3) stehen 870 Spurmeter, auf dem darüberliegenden Deck (Deck 5) stehen 875 Spurmeter zur Verfügung. Das Fahrzeugdeck auf dem Hauptdeck ist ein durchlaufendes Fahrzeugdeck. Es ist über schiffseigene Rampen am Bug und am Heck der Schiffe zu erreichen. Die Rampe am Bug befindet sich hinter einem seitlich zu öffnenden Bugvisier. Am Heck stehen drei Rampen zur Verfügung. Über die mittlere Rampe ist das Hauptdeck zu erreichen, über die beiden äußeren Rampen jeweils das darüber liegende Fahrzeugdeck, das von der Laderampe aus über zwei Rampen an Bord zu erreichen ist. Die nutzbare Höhe auf dem Hauptdeck beträgt 4,95 Meter, auf dem darüberliegenden Deck 4,90 Meter. Die Fahrzeugdecks sind mittig durch Schächte zur Ver- und Entsorgung, Fahrstühle und Treppenhäuser unterbrochen.
Unterhalb des Hauptdecks befinden sind der Maschinenraum und andere Schiffsbetriebsräume sowie Bereiche für die Schiffsbesatzung. Auf den Decks oberhalb der Fahrzeugdecks sind die Einrichtungen für die Passagiere, weitere Betriebsräume und Bereiche für die Schiffsbesatzung sowie die Brücke untergebracht. Auf Deck 7 und 8 befinden sich im vorderen Bereich Aufenthaltsräume mit Ruhesesseln für die Passagiere. Dahinter befinden sich auf Deck 7 unter anderem die Zugänge zum Schiff für Fußgänger mit der mittig liegenden Rezeption, ein Selbstbedienungsrestaurant mit einem Bereich mit Sitzgelegenheiten an Tischen, eine Cafeteria sowie weitere Bereiche mit Ruhesesseln, darunter ein Bereich für Familien mit Kleinkindern. Auf Deck 8 befinden sich hinter dem vorderen Aufenthaltsraum ein Bereich für mit Hunden reisende Passagiere sowie die Passagierkabinen. Insgesamt stehen auf den beiden Decks 1658 Ruhesessel zur Verfügung. Im Selbstbedienungsrestaurant können 318 Personen sitzen. Auf Deck 8 stehen 98 Kabinen mit insgesamt 222 Betten zur Verfügung. Auf Deck 8 befinden sich im Mittschiffsbereich auf beiden Seiten offene Decksbereiche, auf Deck 9 befinden sich ebenfalls auf beiden Seiten offene Decksbereiche, im hinteren Bereich des Decks auch mit Sitzgelegenheiten. Weitere Sitzgelegenheiten befinden sich auf dem offenen Decksbereich auf Deck 10 etwa vor dem mittleren Bereich der Schiffe. Dieser ist teilweise überdacht. Die Brücke befindet sich auf Deck 10 im vorderen Bereich der Schiffe. Sie ist vollständig geschlossen und geht zur besseren Übersicht etwas über die Breite des Schiffes hinaus. Auf Deck 11 ist ein Hubschrauberlandeplatz eingerichtet.
Die Schiffe können 1650 Passagiere befördern. An Bord ist Platz für 80 Besatzungsmitglieder.
Die Reichweite der Schiffe beträgt rund 6500 Seemeilen. Die Schiffe sind mit Stabilisatoren ausgestattet. Der Rumpf der Schiffe ist eisverstärkt (Eisklasse 1A).

## Schiffe
| SF 1650  | SF 1650   | SF 1650    | SF 1650                                               | SF 1650                    |
| Bauname  | Baunummer | IMO-Nummer | Kiellegung Stapellauf Ablieferung                     | Spätere Namen und Verbleib |
| -------- | --------- | ---------- | ----------------------------------------------------- | -------------------------- |
| Visborg  | 14121001  | 9763655    | 10. Dezember 2015 18. November 2016 14. Dezember 2018 | 2021: Visby                |
| Thjelvar | 14121002  | 9783071    | 10. Dezember 2015 24. Juli 2017 30. Dezember 2019     | 2020: Gotland              |

Die Schiffe fahren unter schwedischer Flagge. Heimathafen ist Visby.